# Глазчатый горчак
Глазчатый горчак  (лат. Rhodeus ocellatus) — пресноводная рыба рода горчаков (Rhodeus), семейства карповых (Cyprinidae). Обитающая в Восточной Азии от бассейна реки Амур до бассейна реки Чжуцзян.Населяет водоёмы Средней Азии. Длина до 10 см.
Длина самок составляет около 4-5 см, а самцов – 5-8 см. Тела плоские, с серебристым блеском. Однако самцы меняют окраску на красноватую (иногда фиолетовую) в период нереста (с марта по сентябрь), что служит для привлечения самок. 